# Martyna Wojciechowska
Martyna Wojciechowska (ur. jako Marta Eliza Wojciechowska 28 września 1974 w Warszawie) – polska prezenterka telewizyjna, dziennikarka, podróżniczka, pisarka i działaczka społeczna.
Laureatka licznych nagród za działalność dziennikarską, reporterską i społeczną, m.in. Złotej Telekamery, dwóch MediaTorów, Nagrody Bursztynowego Motyla im. Arkadego Fiedlera i Wiktora.

## Rodzina i edukacja
Jest córką Joanny (ur. 1950) i Stanisława Wojciechowskich (1934–2025). Jej ojciec był kierowcą rajdowym i mechanikiem samochodowym. Dorastała w Warszawie, gdzie uczęszczała do Szkoły Podstawowej nr 306 im. ks. Jana Twardowskiego i XXII Liceum Ogólnokształcącego im. Jose Marti. W wieku siedmiu lat trenowała gimnastykę artystyczną.
Z wykształcenia jest ekonomistką; zaocznie studiowała zarządzanie i marketing, zdobyła specjalizację z zarządzania zasobami ludzkimi. W 2005 obroniła z wyróżnieniem pracę końcową na podyplomowych studiach MBA w Oxford Brooks University.

## Kariera w mediach
Gdy miała 18 lat, rozpoczęła pracę w agencji mody Legenda. W 1997 pojawiła się na okładce magazynu „Zwierciadło”. Wkrótce później zaczęła tworzyć program o motocyklach dla łódzkiej telewizji kablowej ATV.
Od 1998 współpracuje z telewizją TVN, w której zadebiutowała jako prowadząca magazyn Automaniak, do którego napisała scenariusz. Największą popularność przyniosło jej współprowadzenie pierwszych trzech edycji programu Big Brother (2001–2002). W kolejnych latach prowadziła teleturniej Dzieciaki z klasą (2004–2005) i współprowadziła Studio Złote Tarasy.
17 października 2004 podczas nagrywania materiałów do programu Misja Martyna na Islandii uczestniczyła w wypadku samochodowym, w którym złamała kręgosłup.

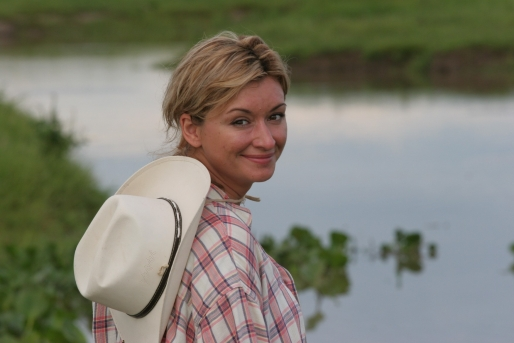
Wojciechowska (2007)

Po zdobyciu szczytu Mount Everest w lutym 2007 objęła funkcję redaktor naczelnej magazynów „National Geographic Polska” i „National Geographic Traveler”. Z ramienia magazynu wydała książki: „Dzieciaki Świata”, „Zwierzaki Świata”, „Kobieta na krańcu Świata” oraz zapis z wyprawy na Mount Everest „Przesunąć Horyzont”. 17 stycznia 2017 zrezygnowała z posady redaktor naczelnej, przekazała swoje obowiązki Agnieszce Franus. W karierze wydawniczej współpracowała także z miesięcznikami: „Świat Motocykli”, „Auto Moto”, „Playboy” czy „Voyage”. Była redaktor naczelną polsko-angielskiego miesięcznika dla podróżujących „Kaleidoscope”.
Od 2009 realizuje serię podróżniczą Kobieta na krańcu świata. Jeden z odcinków programu, poruszający temat dzieci prześladowanych w Tanzanii ze względu na albinizm, został przekształcony w dłuższy film dokumentalny Ludzie Duchy (2015), wyreżyserowany przez Wojciechowską oraz Marka Kłosowicza. Główną bohaterką filmu była nastoletnia Kabula Nkalango Masanja, która straciła rękę w wyniku napadu na nią przez nieznanych sprawców. Pomocy dla nastolatki udzieliła fundacja „Między niebem a ziemią”, przekazując 100 tys. złotych na jej wykształcenie. W 2015 nastolatka wraz ze swoją siostrą pojawiła się na okładce majowego wydania National Geographic. Dokument został nagrodzony statuetką w kategorii „Global Awareness” na WorldMediaFestiwal 2016 w Hamburgu, a w 2017 otrzymał nagrodę Złotej Nimfy na Międzynarodowym Festiwalu Telewizyjnym w Monte Carlo w kategorii „Informacja – dokument na tematy bieżące”.
Brała udział w kampaniach reklamowych produktów: Actimel (2007), Timotei (2010), Sony (2009–2010), Radio Zet (2011), Orange Travel (2012), Coffeeheaven oraz Fundacja WWF Polska (2012), Play (2017–2018), Pantene (2018), W. Kruk (2017 i 2018). Przez udział w kampanii Żywiec Zdrój (2018) z użyciem hasła Plastik nie jest taki zły spotkała się z ostrą krytyką.
W styczniu 2017 została dyrektorką programową Travel Channel, kanału podróżniczego TVN. Od września 2020 TVN Style emituje prowadzony przez nią program Discovery dla Ziemi.
W latach 2021–2023 prowadziła kanał „Dalej” na platformie YouTube, gdzie publikowała rozmowy z osobami będącymi dla niej inspiracją. W 2022 została ambasadorką kampanii Girls can achieve anything! organizowanej przez Lego.

## Osiągnięcia sportowe

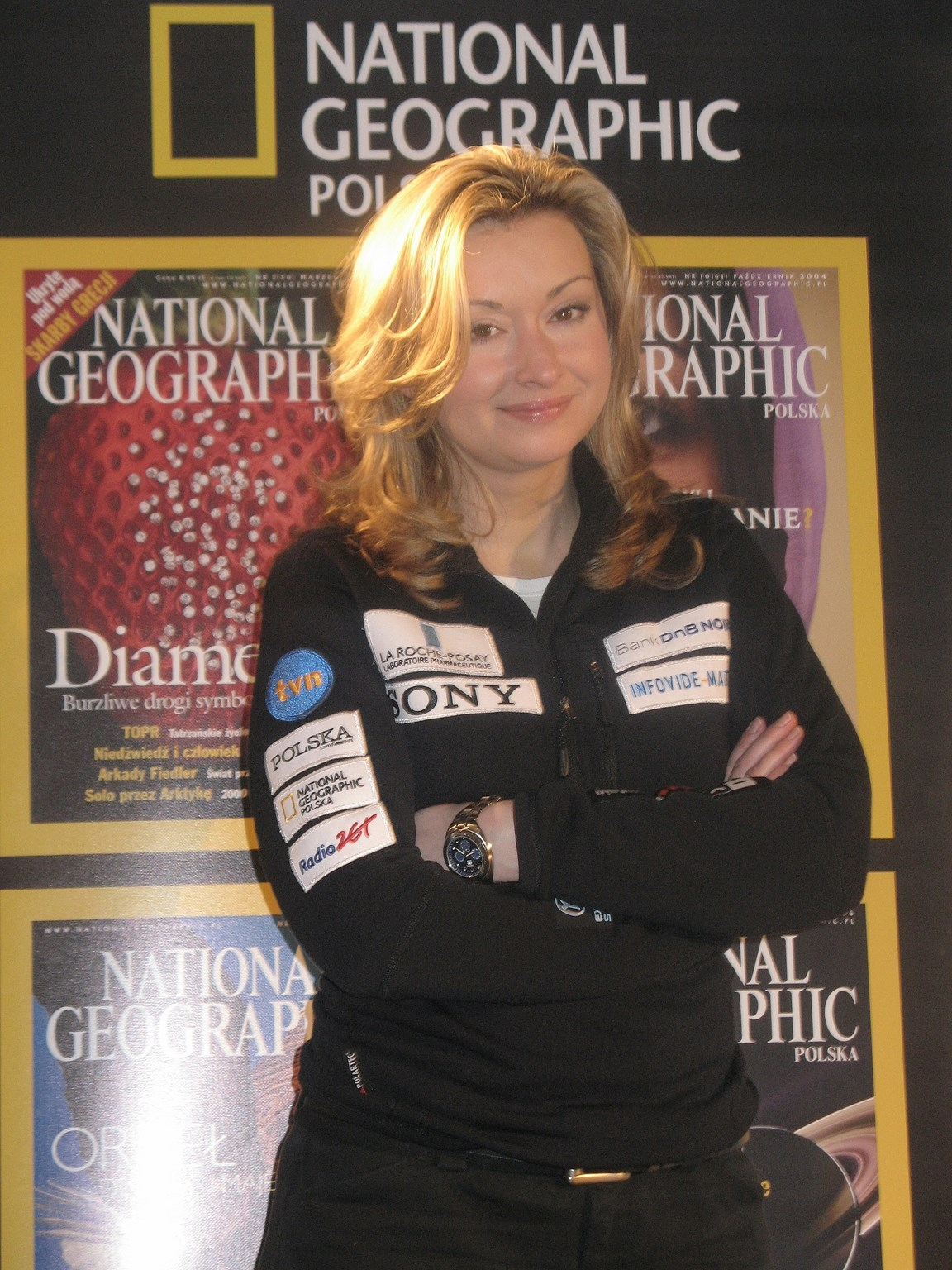
Wojciechowska (2009)

Jest kierowcą rajdowym. W wieku 17 lat uzyskała Międzynarodową Sportową Licencję Rajdową i Wyścigową na pojazdy dwu- i czterokołowe. Zorganizowała Zespół Rajdowy Mocne Rally, którego była rzecznikiem prasowym. Współpracowała także z Teamem EFL Corsa Rally. Pasję do motoryzacji łączy z zamiłowaniem do nurkowania (jest licencjonowanym nurkiem technicznym Normoxic Trimix Diver IANDT oraz Divemaster PADI) i wszelkich sportów ekstremalnych (m.in. wspinaczka wysokogórska) oraz podróżowaniem.
W 2002 w parze z Jarosławem Kazberukiem wzięła udział w rajdzie Sahara-Dakar, zajmując przedostatnie, 44. miejsce w klasyfikacji generalnej, ze stratą 62 godzin do zwycięzcy. Ukończyła go jako pierwsza Polka i kobieta z Europy Środkowo-Wschodniej. 
Samochód, którym się poruszała, Toyota Land Cruiser, początkowo planowany na sprzedaż, został skradziony podczas transportu na statku. 
W 2003 wzięła również udział w rajdzie Transsyberia, kierując na zmianę z Andrzejem Derengowskim. Trasa, licząca prawie 14 tysięcy kilometrów, zakończona została 30 września 2003 w Magadanie. Na mecie stawili się jako jedyna polska grupa, zajmując drugie miejsce w klasyfikacji generalnej.

### Korona Ziemi

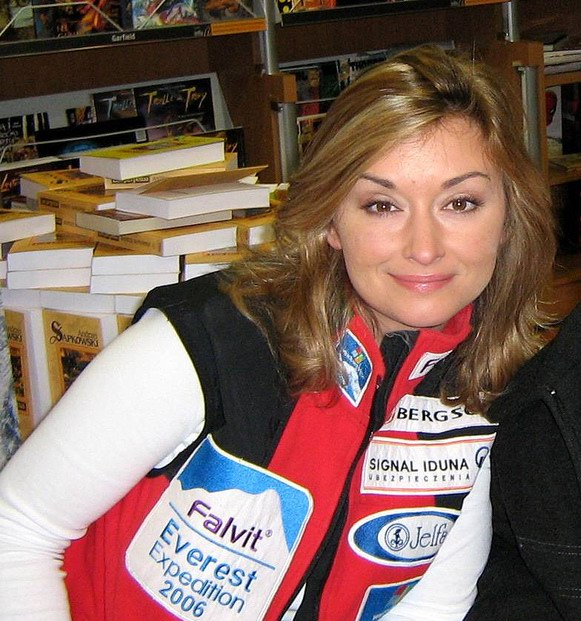
Martyna Wojciechowska przed wyprawą na Mount Everest, 2006

W sierpniu 2002 rozpoczęła projekt zdobycia Korony Ziemi, czyli najwyższych gór każdego z kontynentów. Jest trzecią Polką, która wspięła się na wszystkie osiem szczytów, oraz drugą, która dokonała tego czynu w trudniejszej wersji Reinholda Messnera. Ekspedycja została uwieczniona na 55-minutowym dokumencie pt. „Korona Ziemi” oraz w dwóch książkach Przesunąć Horyzont i Misja Everest.
Góry zdobyte w trakcie projektu
- Mont Blanc (28 sierpnia 2002)
- Kilimandżaro (26 lutego 2003)
- Aconcagua (11 lutego 2006)
- Mount Everest (18 maja 2006; historię zdobycia szczytu i przygotowań opisała w książce pt. Przesunąć horyzont)
- Denali (do 2015 Mount McKinley, 11 czerwca 2007)
- Elbrus (29 sierpnia 2007; zdobyła ją, będąc w trzecim miesiącu ciąży[32])
- Masyw Vinsona (2 stycznia 2009)
- Piramida Carstensza (22 stycznia 2010)

## Działalność charytatywna
Jest honorową ambasadorką WWF Polska. Wsparła m.in. apel o ochronę najstarszego parku narodowego Wirunga w Afryce przed odwiertami naftowymi (pod naciskiem globalnej akcji firmy Total i Soco wycofały się ze swoich planów). Wspiera ochronę polskich rysi. Zaangażowała się także w akcję „Nie mów do mnie misiu”, która miała na celu szerzenie wiedzy o żyjących w Polsce niedźwiedziach.

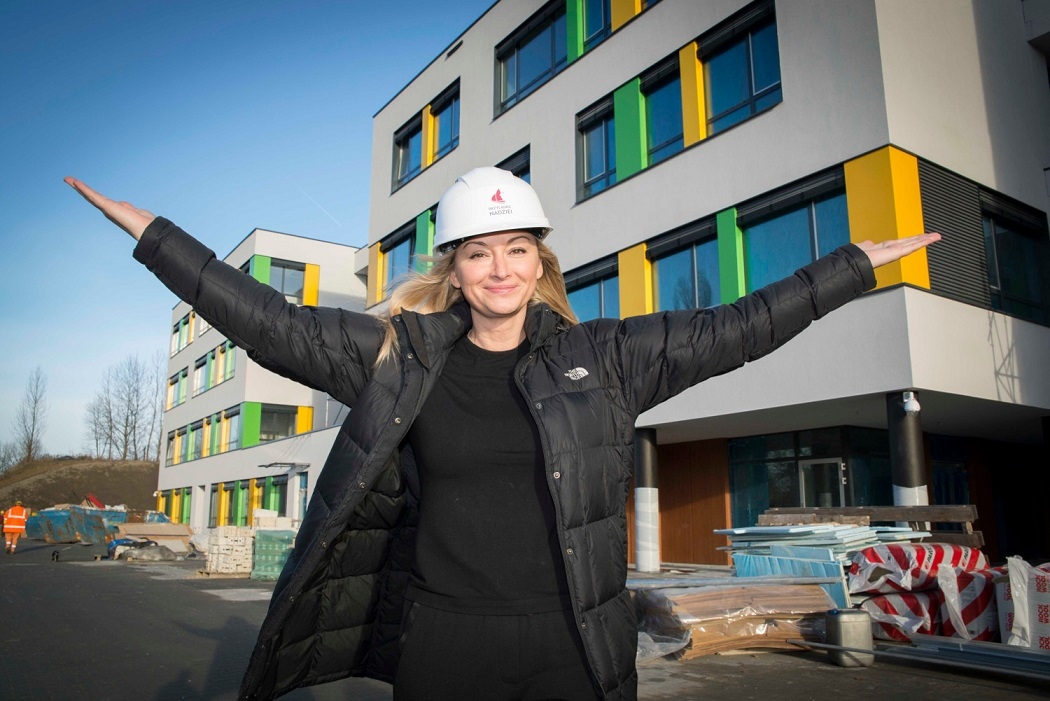
Wojciechowska na terenie budowy kliniki „Przylądek Nadziei” (2014)

W 2013 została członkinią Polskiej Akcji Humanitarnej. Włączyła się wówczas w pomoc dla uchodźców z Syrii. Dwa lata wcześniej, w 2011, klub PAH SOS został objęty patronatem National Geographic Traveler. W plebiscycie Travelery 2011, organizowanym przez miesięcznik „National Geographic Polska”, PAH SOS otrzymał nominację do nagrody w kategorii „Społeczna inicjatywa roku”.
Była zaangażowana w budowę kliniki hematologii dziecięcej „Przylądek Nadziei” we Wrocławiu. Po odebraniu tytułu Kobiety Roku „Twojego Stylu” w 2009, który wręczyła jej profesor Alicja Chybicka, otrzymała również zaproszenie do kliniki onkologicznej we Wrocławiu. 7 września 2015 uczestniczyła w inauguracji nowej kliniki we Wrocławiu, na budowę którego przekazała 50 tysięcy złotych. Na swoim ramieniu ma wytatuowane współrzędne geograficzne kliniki.

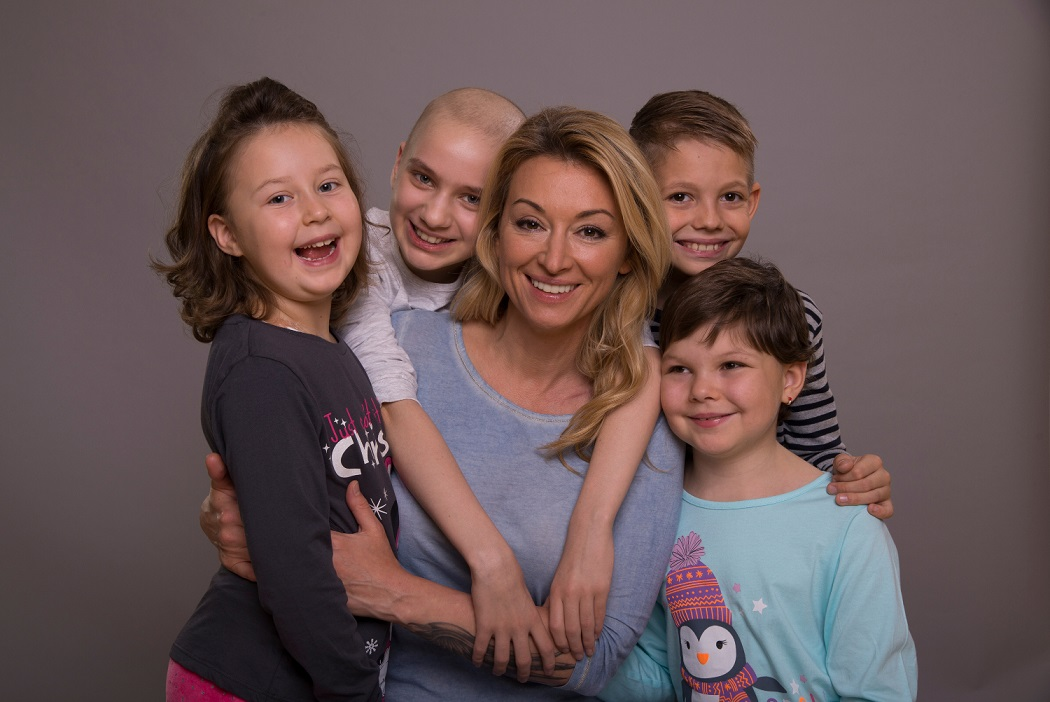
Wojciechowska z dziećmi (2017)

Aktywnie uczestniczy we wszelkich imprezach oraz zbiórkach pieniędzy na rzecz Przylądka Nadziei. Jednym z przedmiotów, które zlicytowała na potrzeby fundacji, była figurka Ganesha, hinduskiego boga szczęścia i dobrobytu. Ostatecznie figurka została sprzedana za sumę 230 tys. złotych.
Popiera różne akcje społeczne. Włączyła się w kampanie przeciwko okaleczaniu dziewczynek i kobiet fundacji Waris Dirie „Kwiat Pustyni”. Poparła też ogólnopolski protest kobiet, zwany „Czarnym Protestem”. W 2016 została ambasadorką akcji producenta wody mineralnej Żywiec Zdrój „Po stronie natury” w ramach Ogólnopolskiego Dnia Po Stronie Natury.
W maju 2017 wyznała, że jest w trakcie adopcji dzieci z odległych zakątków świata. Jedną z nich jest Kabula Nkalango Mensaje, bohaterka filmu Ludzie Duchy, która przed sądem zeznała, że znajduje się pod opieką podróżniczki.
W 2019 zarejestrowała fundację Unaweza, której jest prezesem. W ramach działalności fundacji organizuje i zapewnia wsparcie finansowe i prawne, edukację oraz realizację potrzeb (m.in. mieszkaniowych, zdrowotnych i bytowych) w celu wyrównywania szans kobiet, rodzin oraz dzieci i młodzieży z całego świata.

## Życie prywatne

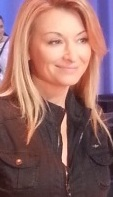
Wojciechowska (2017)

Była pięciokrotnie zaręczona, dwa razy odwołała ślub w ostatniej chwili. Związana była z przedsiębiorcą Leszkiem Czarneckim i płetwonurkiem Jerzym Błaszczykiem, z którym ma córkę Marię (ur. 17 kwietnia 2008). 16 października 2020 wyszła za prezentera telewizyjnego Przemysława Kossakowskiego. 15 lipca 2021 potwierdziła medialne plotki o rozstaniu, a w lipcu 2022 media poinformowały o sfinalizowaniu rozwodu z orzeczeniem o winie Kossakowskiego.
W 2004, podczas nagrań do serii Misja Martyna na Islandii, uległa wypadkowi samochodowemu, w którym zginął jej przyjaciel oraz operator Rafał Łukaszewicz, a ona sama złamała kręgosłup. W trakcie rehabilitacji przebywała w sanatorium w Ciechocinku. We wrześniu 2016 opowiedziała o wypadku motocyklowym, w wyniku którego złamała obojczyk i wymagana była jego operacja. Tydzień od zabiegu pojawiła się na planie ósmej serii programu Kobieta na krańcu świata, podczas którego pojawiły się dalsze komplikacje wymagające kolejnej operacji.
29 kwietnia 2017 w północno-zachodnim Pakistanie (przy granicy z Afganistanem) wraz z ekipą programu Kobieta na krańcu świata została zatrzymana przez tamtejsze wojsko oraz wywiad Inter-Services Intelligence, którzy skonfiskowali cały sprzęt wraz z kartami pamięci z nagranym dotąd materiałem. Trafili do aresztu domowego m.in. pod kontrolą policji, najpierw w górach, a następnie w Czitralu. Po niemalże dobie wyjechali autobusem do Islamabadu, skąd otrzymali wsparcie polskiego konsulatu, a także pomoc w bezpiecznym wyjeździe z kraju. Nie odzyskali skonfiskowanego materiału, ale został on wcześniej zabezpieczony przez skopiowanie na dodatkowe dyski.
7 stycznia 2019 poinformowała o urzędowej zmianie imienia z Marta na Martyna.

## Książki
Seria Kobieta na krańcu Świata
- Kobieta na krańcu świata 1
- Kobieta na krańcu świata 2
- Kobieta na krańcu świata 3
- Kobieta na krańcu świata: Argentyna
- Kobieta na krańcu świata: Boliwia
- Kobieta na krańcu świata: Namibia
- Kobieta na krańcu świata: Zanzibar
- Kobieta na krańcu świata: Australia
- Kobieta na krańcu świata: Meksyk
- Kobieta na krańcu świata: Samoa
- Kobieta na krańcu świata: Wietnam
- Kobieta na krańcu świata: Wenezuela
- Kobieta na krańcu świata: RPA
- Kobieta na krańcu świata: Kambodża
- Kobieta na krańcu świata: Kenia
- Kobieta na krańcu świata: Tanzania

Seria Dzieciaki Świata
- Dzieciaki świata
- Lein, lotos z zatoki Ha Long
- Zuzu, mały pasterz z plemienia Himba
- Matina, żywa bogini z Nepalu
- Mali, dziewczynka która chciała zostać żyrafą
- Membratu, wesoły pucybut z Etiopii

Seria Zwierzaki świata
- Zwierzaki świata
- Balgir, biały szczur z Indii
- Happy, szczęśliwy orangutan z Borneo
- Fusi, dzielny słonik z Kenii
- Jessika, hipopotam, który kocha cały świat
- Carlito, mrówkojad z Wenezueli
- Zwierzaki świata 2
- Zwierzaki świata 3

Pozostałe książki
- Zapiski (pod)różne
- Etiopia. Ale czat!
- Automaniaczka. Od rometa do rajdu Dakar
- Misja Everest
- Przesunąć Horyzont

## Filmografia
Aktorka
- 2002: Jak to się robi z dziewczynami, jako dziennikarka
- 2005: Anioł Stróż, jako nauczycielka
- 2007: Everest. Przesunąć horyzont
- 2011: Korona Ziemi

Polski dubbing
- 2000: Mobil 1 Rally Championship
- 2004: Colin McRae Rally 04, jako pilot rajdowy
- 2006: Auta, jako reporterka Turbicka
- 2010: Gran Turismo 5, jako głos w samouczku

## Nagrody i wyróżnienia

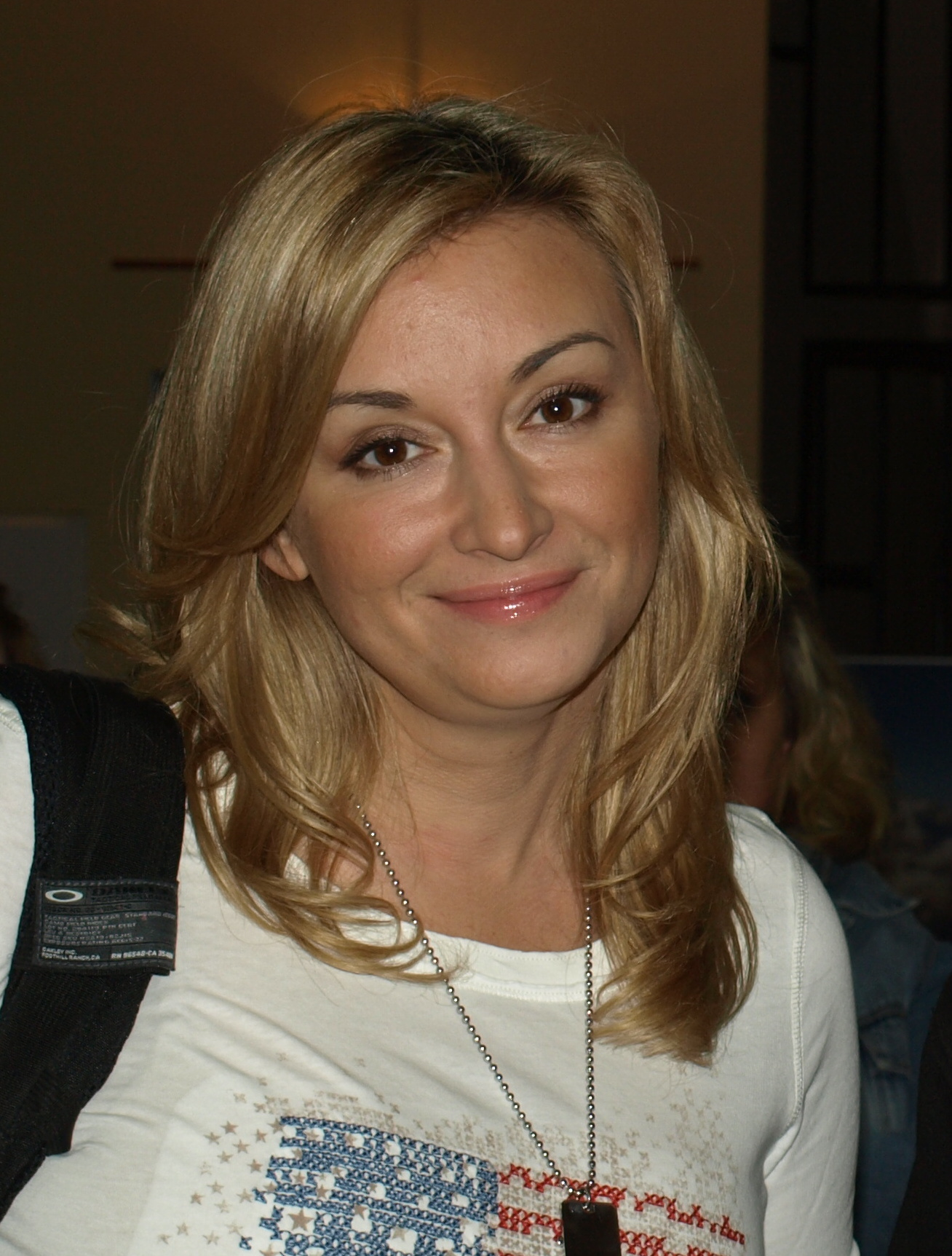
Martyna Wojciechowska (2011)

### Odznaczenia
- Odznaka Honorowa za Zasługi dla Ochrony Praw Dziecka (2018)[53]
- Order Uśmiechu (2023)[54]
- Odznaczenie Dumni z Powstańców (2025)[55][56]

### Nagrody
- 2005: Nagroda Biznesu Sportowego w kategorii Sportowy VIP
- 2007: Nagroda Biznesu Sportowego w kategorii Sportowy VIP
- 2009: Róże Gali w kategorii Piękni w sieci[57]
- 2010: Kobieta Roku 2009 miesięcznika „Twój Styl”
- 2010: MediaTory – Studenckie Nagrody Dziennikarskie w kategorii AkumulaTOR
- 2010: Złota Stopa w kategorii Góry na Poznańskim Festiwalu Podróży i Fotografii[58]
- 2011: Nagroda Bursztynowego Motyla im. Arkadego Fiedlera za książkę „Kobieta na krańcu świata 2"
- 2011: Osobowość Roku w kategorii Media[59]
- 2011: Róże Gali w kategorii Media za program „Kobieta na krańcu świata”
- 2011: Złota Kropa Onetu w kategorii Elektra – Największa kobieca osobowość popkultury[60]
- 2011: Nagroda "Rubinowego Jerzyka" Fundacji Pomocy Dzieciom Przewlekle Chorym "jerzyk" z Przemyśla
- 2013: Bestseller Empiku w kategorii Koncept multibranżowy za serię „Zwierzaki świata”[61]
- 2013: BBC Knowledge – w kategorii Najbardziej pożądany pracodawca
- 2014: National Geographic International Media Conference 2014 w kategorii Najlepszy Projekt Książkowy za serię “Dzieciaki świata” i “Zwierzaki świata”[62]
- 2015: Wiktory 2014 w kategorii Wyjątkowa Osobowość Roku[63]
- 2015: Róże Gali w kategorii Online[64]
- 2015: Złota Nimfa w kategorii Film Dokumentalny za „Ludzie Duchy” na festiwalu w Monte Carlo[65]
- 2015: Nagroda ReformaTOR w plebiscycie MediaTory za dokument „Ludzie Duchy”[66]
- 2015: Gwiazda Dobroczynności w kategorii Ekologia[67]
- 2016: Złoty Glob w kategorii Global Awareness na WorldMediaFestiwal
- 2016: Telekamera w kategorii Osobowość telewizyjna
- 2016: Lodołamacze w kategorii Lodołamacz Specjalny[68]
- 2016: HumanDOC za dokument „Ludzie Duchy”[69]
- 2017: Telekamera w kategorii Osobowość telewizyjna[70]
- 2017: Złoty Glob za dokument „Ciało i Krew” na WorldMediaFestival
- 2017: Forbes: 1. miejsce w rankingu najcenniejszych polskich gwiazd
- 2018: Telekamera w kategorii Osobowość telewizyjna
- 2018: Forbes: 2. miejsce w rankingu najcenniejszych polskich gwiazd
- 2019: Złota Telekamera w kategorii Osobowość telewizyjna
- 2020: Tytuł Kobiety 30-lecia magazynu „Twój Styl”
- 2021: Forbes Women: 2. miejsce w obszarze Social Media (ranking 50 najlepszych kobiecych marek osobistych 2021)
- 2021: Kreatura w kategorii Podcasty – podcast szyty na miarę dla kanału „Dalej”[71]
- 2021: World’s Most Admired 2021 – 1. miejsce w rankingu Najbardziej podziwiana kobieta w Polsce[72]
- 2022: #Hashtagi Roku w kategorii Influencer Roku[73]